# Profil (byggteknik)

Profil är inom ingenjörsteknik och arkitektur benämningen på formen av tvärsnittet, lika över hela materialets längd.